# 阿尔科斯 (米纳斯吉拉斯州)
阿尔科斯是巴西米纳斯吉拉斯州的一个市镇。总面积510.048平方公里，总人口34763人，人口密度68.2人/平方公里。